# Popis vrsta roda Peperomia
Popis vrsta roda Peperomia
1. Peperomia abbreviatipes Trel. & Yunck.
2. Peperomia abdita Proctor
3. Peperomia abnormis Trel.
4. Peperomia abrupteacutata Trel. & Yunck.
5. Peperomia × abscondita J.W.Moore
6. Peperomia abyssinica Miq.
7. Peperomia acaulis Alain
8. Peperomia aceramarcana Trel.
9. Peperomia aceroana C.DC.
10. Peperomia acreana C.DC.
11. Peperomia acuminata Ruiz & Pav.
12. Peperomia acuminatissima Miq.
13. Peperomia adamsonia (F.Br.) Yunck.
14. Peperomia adenocarpa C.DC.
15. Peperomia adscendens C.DC.
16. Peperomia adsurgens Yunck.
17. Peperomia aerea Trel.
18. Peperomia aggregata E.F.Guim. & Carv.-Silva
19. Peperomia aguabonitensis Yunck.
20. Peperomia aguaditana Trel. & Yunck.
21. Peperomia aguilae Trel. & Yunck.
22. Peperomia agusanensis C.DC.
23. Peperomia ainana Trel.
24. Peperomia alata Ruiz & Pav.
25. Peperomia alatiscapa Trel.
26. Peperomia albert-smithii Trel. & Yunck.
27. Peperomia albertiana Yunck.
28. Peperomia albidiflora C.DC.
29. Peperomia albolineata Trel.
30. Peperomia albonervosa G.Mathieu
31. Peperomia albopilosa D.Monteiro
32. Peperomia albovittata C.DC.
33. Peperomia aldrinii Villa
34. Peperomia alegrensis Yunck.
35. Peperomia alibacophylla Trel. & Yunck.
36. Peperomia alismifolia C.Presl
37. Peperomia alpina (Sw.) A.Dietr.
38. Peperomia alternifolia Yunck.
39. Peperomia alwynii Callejas & Betancur
40. Peperomia ambiguifolia Trel. & Yunck.
41. Peperomia amphitricha Trel.
42. Peperomia ampla (Trel.) G.Mathieu
43. Peperomia amplexicaulis (Sw.) A.Dietr.
44. Peperomia amplexifolia (Link) A.Dietr.
45. Peperomia andicola Dahlst.
46. Peperomia andina Pino
47. Peperomia andrei C.DC.
48. Peperomia angularis C.DC.
49. Peperomia angustata Kunth
50. Peperomia ankaranensis G.Mathieu
51. Peperomia anomala Sodiro
52. Peperomia antioquiensis Callejas
53. Peperomia antoniana Trel.
54. Peperomia apiahyensis Yunck.
55. Peperomia apodophylla Trel. & Yunck.
56. Peperomia apurimacana Trel.
57. Peperomia arboricola C.DC.
58. Peperomia arborigaudens Trel.
59. Peperomia arboriseda C.DC.
60. Peperomia arbuscula Yunck.
61. Peperomia arctebaccata Trel.
62. Peperomia arcuatispica Trel.
63. Peperomia arenillasensis Yunck.
64. Peperomia areolata Trel.
65. Peperomia argenteobracteata Trel. & Yunck.
66. Peperomia argyreia (Hook.f.) É.Morren
67. Peperomia argyroneura Lauterb.
68. Peperomia arifolia Miq.
69. Peperomia aristeguietae Steyerm.
70. Peperomia armadana C.DC.
71. Peperomia armondii Yunck.
72. Peperomia armstrongii Villa
73. Peperomia aroensis Steyerm.
74. Peperomia arthurii Trel. & Yunck.
75. Peperomia asarifolia Schltdl. & Cham.
76. Peperomia asarifolioides R.García Mart. & Beutelsp.
77. Peperomia asperula Hutchison & Rauh
78. Peperomia asplundii Yunck.
79. Peperomia asterophylla Trel.
80. Peperomia astyla Trel.
81. Peperomia attenuata Yunck.
82. Peperomia augescens Miq.
83. Peperomia aurorana Trel. & Standl.
84. Peperomia austin-smithii W.C.Burger
85. Peperomia australana Yunck.
86. Peperomia ayacuchoana Pino & Samain
87. Peperomia bajana Trel. & Yunck.
88. Peperomia balansana C.DC.
89. Peperomia balfourii C.DC.
90. Peperomia bamleri C.DC.
91. Peperomia bangii C.DC.
92. Peperomia bangroana C.DC.
93. Peperomia barahonana C.DC.
94. Peperomia barbarana C.DC.
95. Peperomia barbaranoides Yunck.
96. Peperomia barbata C.DC.
97. Peperomia barbulata (C.DC.) Callejas
98. Peperomia barbulipetiola C.DC.
99. Peperomia baronii Baker
100. Peperomia barryana Callejas
101. Peperomia basiradicans G.Mathieu
102. Peperomia bavina C.DC.
103. Peperomia beccarii C.DC.
104. Peperomia beckeri E.F.Guim. & R.J.V.Alves
105. Peperomia bella Yunck.
106. Peperomia bellatula Yunck.
107. Peperomia bellendenkerensis Domin
108. Peperomia berlandieri Miq.
109. Peperomia bermudezana Trel.
110. Peperomia bernhardiana C.DC.
111. Peperomia bernieriana Miq.
112. Peperomia bernouillii C.DC.
113. Peperomia berryi Steyerm.
114. Peperomia berteroana Miq.
115. Peperomia bethaniana Trel. & Yunck.
116. Peperomia biamenta Trel. & Yunck.
117. Peperomia bicolor Sodiro
118. Peperomia biformis C.DC.
119. Peperomia bilobulata C.DC.
120. Peperomia bismarckiana C.DC.
121. Peperomia biuncialis Kunth
122. Peperomia blackii Yunck.
123. Peperomia blanda (Jacq.) Kunth
124. Peperomia blephariphylla Trel. & Yunck.
125. Peperomia blepharipus Trel.
126. Peperomia boekei Callejas
127. Peperomia boivinii C.DC.
128. Peperomia boliviensis C.DC.
129. Peperomia boninsimensis Makino
130. Peperomia bopiana Trel.
131. Peperomia borbonensis Miq.
132. Peperomia borburatensis Steyerm.
133. Peperomia botterii C.DC.
134. Peperomia bourneae C.DC.
135. Peperomia brachyphylla (Willd. ex Roem. & Schult.) Sweet
136. Peperomia brachypoda Urb.
137. Peperomia brachytricha Baker
138. Peperomia bracteata A.W.Hill
139. Peperomia bracteispica Trel.
140. Peperomia bradei Yunck.
141. Peperomia brasiliensis (Miq.) Miq.
142. Peperomia breedlovei Callejas
143. Peperomia brevihirtella Yunck.
144. Peperomia breviramula C.DC.
145. Peperomia brevispica C.DC.
146. Peperomia brittonii C.DC.
147. Peperomia brouetiana Trel.
148. Peperomia bryophila C.DC.
149. Peperomia buchtienii Yunck.
150. Peperomia buxifolia Sodiro
151. Peperomia cacaophila Trel. & Yunck.
152. Peperomia cachabiana C.DC.
153. Peperomia caducifolia Trel.
154. Peperomia caespitosa C.DC.
155. Peperomia cainarachiana Yunck.
156. Peperomia calcicola Marcusso
157. Peperomia caledonica C.DC.
158. Peperomia caliginigaudens Trel. & Yunck.
159. Peperomia callana Hutchison ex Pino
160. Peperomia callophylla Yunck.
161. Peperomia calvescens Trel.
162. Peperomia calvicaulis C.DC.
163. Peperomia calvifolia C.DC.
164. Peperomia campana Callejas
165. Peperomia campinasana C.DC.
166. Peperomia camposii Sodiro
167. Peperomia camptotricha Miq.
168. Peperomia canalensis C.DC.
169. Peperomia canaminana Trel.
170. Peperomia candelaber Trel.
171. Peperomia candida (Blume) Miq.
172. Peperomia caniana Trel.
173. Peperomia canlaonensis C.DC.
174. Peperomia caperata Yunck.
175. Peperomia capitis-bovis Trel.
176. Peperomia caraboboensis Steyerm. & Bunting
177. Peperomia cardenasii Trel.
178. Peperomia carnevalii Steyerm.
179. Peperomia carnicaulis C.DC.
180. Peperomia carnifolia Yunck.
181. Peperomia carpapatana Trel.
182. Peperomia carpinterana C.DC.
183. Peperomia casapiana C.DC.
184. Peperomia casarettoi C.DC.
185. Peperomia castelosensis Yunck.
186. Peperomia castilloi Verg.-Rodr. & Jimeno-Sevilla
187. Peperomia catharinae Miq.
188. Peperomia caucana C.DC.
189. Peperomia cavaleriei C.DC.
190. Peperomia cavispicata G.Mathieu
191. Peperomia celiae Yunck.
192. Peperomia cerea Trel.
193. Peperomia cereoides Pino & Cieza
194. Peperomia ceroderma Yunck.
195. Peperomia cerrateae Pino & G.Mathieu
196. Peperomia chalhuapuquiana Trel.
197. Peperomia chanchamayana Trel.
198. Peperomia chapensis Steyerm.
199. Peperomia chazaroi G.Mathieu & T.Krömer
200. Peperomia chicamochana Trel. & Yunck.
201. Peperomia chigorodoana Yunck.
202. Peperomia chimboana C.DC.
203. Peperomia chlorodisca Diels
204. Peperomia choritana Trel.
205. Peperomia choroniana C.DC.
206. Peperomia christophersenii Yunck.
207. Peperomia chutanka Pino
208. Peperomia ciezae Pino
209. Peperomia ciliaris C.DC.
210. Peperomia ciliata Kunth
211. Peperomia ciliatifolia Trel.
212. Peperomia ciliatocaespitosa Carv.-Silva
213. Peperomia cilifolia C.DC.
214. Peperomia ciliifolia Yunck.
215. Peperomia ciliolata Miq.
216. Peperomia ciliolibractea C.DC.
217. Peperomia ciliosa C.DC.
218. Peperomia circinnata Link
219. Peperomia cladara Yunck.
220. Peperomia claudii C.DC.
221. Peperomia claussenii Yunck.
222. Peperomia clavatispica Trel. & Yunck.
223. Peperomia clavigera Standl. & Steyerm.
224. Peperomia claytonioides Kunth
225. Peperomia clivicola Yunck.
226. Peperomia clivigaudens Yunck.
227. Peperomia clusiifolia (Jacq.) Hook.
228. Peperomia coatzacoalcosensis Trel.
229. Peperomia cobana C.DC.
230. Peperomia cochinensis C.DC.
231. Peperomia cocleana Trel.
232. Peperomia cogniauxii Urb.
233. Peperomia collinsii Villa
234. Peperomia coloniae Trel.
235. Peperomia colorata Kunth
236. Peperomia colossina C.DC.
237. Peperomia columella Rauh & Hutchison
238. Peperomia columnaris Hutchison ex Pino & Klopf.
239. Peperomia comaltitlanensis Callejas
240. Peperomia comarapana C.DC.
241. Peperomia commersonii Baill.
242. Peperomia concava Ruiz & Pav.
243. Peperomia confertispica Trel.
244. Peperomia congerro Trel. & Yunck.
245. Peperomia congesta Kunth
246. Peperomia congestispica Trel.
247. Peperomia congona Sodiro
248. Peperomia conjugata Kunth
249. Peperomia connixa Trel. & Yunck.
250. Peperomia conocarpa Trel.
251. Peperomia consoquitlana C.DC.
252. Peperomia conturbans Trel. & Yunck.
253. Peperomia convexa (Blume) Miq.
254. Peperomia cookiana C.DC.
255. Peperomia copelandii Quisumb.
256. Peperomia coquimbensis Skottsb.
257. Peperomia corcovadensis Gardner
258. Peperomia cordata Trel. & Yunck.
259. Peperomia cordigera Dahlst.
260. Peperomia cordovana C.DC.
261. Peperomia cordulata C.DC.
262. Peperomia cordulatiformis Trel.
263. Peperomia cordulilimba C.DC.
264. Peperomia coroicoensis Yunck.
265. Peperomia costata G.Mathieu
266. Peperomia cotoneasterifolia Trel.
267. Peperomia cotyledon Benth.
268. Peperomia coulteri C.DC.
269. Peperomia cowanii Yunck.
270. Peperomia crassicaulis Fawc. & Rendle
271. Peperomia crassispica Trel.
272. Peperomia crassulicaulis Trel.
273. Peperomia crinicaulis C.DC.
274. Peperomia crinigera Trel.
275. Peperomia crispa Sodiro
276. Peperomia crispipetiola Trel.
277. Peperomia croizatiana Steyerm.
278. Peperomia crotalophora Trel.
279. Peperomia cruentata Trel.
280. Peperomia crusculibacca Trel.
281. Peperomia cruzeirensis Carv.-Silva, E.F.Guim. & P.E.A.S.Câmara
282. Peperomia crypticola C.DC.
283. Peperomia cryptostachya Trel. & Yunck.
284. Peperomia crystallina Ruiz & Pav.
285. Peperomia cubensis C.DC.
286. Peperomia cubugonana Trel. & Yunck.
287. Peperomia cuchumatanica Véliz
288. Peperomia cumbreana Trel. & Yunck.
289. Peperomia cundinamarcana Trel. & Yunck.
290. Peperomia cuprea Trel.
291. Peperomia cupularis Urb.
292. Peperomia curruciformis Trel.
293. Peperomia curticaulis Trel.
294. Peperomia curtipes Trel.
295. Peperomia curtispica C.DC.
296. Peperomia cushiana Trel.
297. Peperomia cusilluyocana Trel.
298. Peperomia cuspidata Dahlst.
299. Peperomia cuspidilimba C.DC.
300. Peperomia cyclaminoides A.W.Hill
301. Peperomia cyclophylla Miq.
302. Peperomia cymbifolia Pino
303. Peperomia daguana Trel. & Yunck.
304. Peperomia dahlstedtii C.DC.
305. Peperomia damazioi C.DC.
306. Peperomia darienensis Callejas
307. Peperomia dasystachya Miq.
308. Peperomia dauleana C.DC.
309. Peperomia davidsoniae Yunck.
310. Peperomia debilipes Trel.
311. Peperomia deceptrix Trel.
312. Peperomia decora Dahlst.
313. Peperomia decumbens C.DC.
314. Peperomia deficiens Trel.
315. Peperomia defoliata C.DC.
316. Peperomia degeneri Yunck.
317. Peperomia delascioi Steyerm.
318. Peperomia delicatula Henschen
319. Peperomia dendrophila Schltdl.
320. Peperomia densifolia C.DC.
321. Peperomia dependens Ruiz & Pav.
322. Peperomia deppeana Schltdl. & Cham.
323. Peperomia diamantinensis Carv.-Silva, E.F.Guim. & P.E.A.S.Câmara
324. Peperomia diaphanoides Dahlst.
325. Peperomia dichotoma Regel
326. Peperomia dimota Trel. & Yunck.
327. Peperomia discifolia Sodiro
328. Peperomia discilimba Trel. & Yunck.
329. Peperomia discolor (Sw.) G.Don
330. Peperomia disjunctiflora Yunck.
331. Peperomia dissimilis Kunth
332. Peperomia distachyos (L.) A.Dietr.
333. Peperomia disticha Yunck.
334. Peperomia divaricata Yunck.
335. Peperomia diversifolia Kunth
336. Peperomia doellii Phil.
337. Peperomia dolabella Rauh & Kimnach
338. Peperomia dolabriformis Kunth
339. Peperomia dominicana C.DC.
340. Peperomia donaguiana C.DC.
341. Peperomia dondonensis Trel.
342. Peperomia dorstenioides Standl. & Steyerm.
343. Peperomia dotana Trel.
344. Peperomia drapeta Trel.
345. Peperomia drusophila C.DC.
346. Peperomia dryadum C.DC.
347. Peperomia duartei Yunck.
348. Peperomia dubia Balle
349. Peperomia duendensis Yunck.
350. Peperomia duricaulis Trel.
351. Peperomia dusenii C.DC.
352. Peperomia dyscrita Trel.
353. Peperomia ebingeri Yunck.
354. Peperomia eburnea Linden
355. Peperomia ecuadorensis C.DC.
356. Peperomia edulis Miq.
357. Peperomia eekana C.DC.
358. Peperomia effusa Yunck.
359. Peperomia efimbriata Trel.
360. Peperomia eggersii C.DC.
361. Peperomia egleri Yunck.
362. Peperomia ekakesara Syam Radh & Nampy
363. Peperomia elata C.DC.
364. Peperomia elatior G.Mathieu
365. Peperomia elegantifolia Trel.
366. Peperomia elliptica (Lam.) A.Dietr.
367. Peperomia ellipticibacca C.DC.
368. Peperomia ellipticorhombea C.DC.
369. Peperomia ellsworthii Trel. & Yunck.
370. Peperomia elmeri C.DC.
371. Peperomia elsana Trel. & Yunck.
372. Peperomia emarginata Ruiz & Pav.
373. Peperomia emarginatifolia J.Mathew
374. Peperomia emarginella (Sw. ex Wikstr.) C.DC.
375. Peperomia emarginulata C.DC.
376. Peperomia emiliana C.DC.
377. Peperomia enckeifolia Trel.
378. Peperomia endlichii C.DC.
379. Peperomia enenyasensis Trel.
380. Peperomia × enervis F.Muell.
381. Peperomia epidendron C.DC.
382. Peperomia epilobioides Trel. & Yunck.
383. Peperomia epipetrica Callejas
384. Peperomia epipremnifolia D.Monteiro & Leitman
385. Peperomia erosa Hutchison ex Pino
386. Peperomia erythrocaulis G.Mathieu
387. Peperomia erythropremna Trel.
388. Peperomia erythrospicata Callejas
389. Peperomia erythrostachya Trel.
390. Peperomia esmeraldana C.DC.
391. Peperomia esperanzana Trel.
392. Peperomia espinosae Yunck.
393. Peperomia estaminea C.DC.
394. Peperomia estrellana Trel.
395. Peperomia ewanii Trel. & Yunck.
396. Peperomia exclamationis G.Mathieu
397. Peperomia exigua (Blume) Miq.
398. Peperomia exiguispica Trel.
399. Peperomia exilamenta Trel.
400. Peperomia exiliramea Trel.
401. Peperomia expallescens C.DC.
402. Peperomia fagerlindii Yunck.
403. Peperomia falanana Trel. & Yunck.
404. Peperomia falcata Yunck.
405. Peperomia falconensis Steyerm.
406. Peperomia falsa A.W.Hill
407. Peperomia famelica Trel.
408. Peperomia farctifolia Trel. & Yunck.
409. Peperomia fawcettii C.DC.
410. Peperomia fendleriana C.DC.
411. Peperomia fernandeziana Miq.
412. Peperomia fernandopoiana C.DC.
413. Peperomia ferreyrae Yunck.
414. Peperomia ficta Trel.
415. Peperomia filicaulis C.DC.
416. Peperomia filiformis Ruiz & Pav.
417. Peperomia fissicola Trel.
418. Peperomia fissispica Trel.
419. Peperomia flabilis Trel.
420. Peperomia flavamenta Trel.
421. Peperomia flavescens C.DC.
422. Peperomia flavescentifolia Trel.
423. Peperomia flavida C.DC.
424. Peperomia flexicaulis Wawra
425. Peperomia flexinervia Yunck.
426. Peperomia fluviatilis Yunck.
427. Peperomia foliata Trel.
428. Peperomia foliiflora Ruiz & Pav.
429. Peperomia foliosa Kunth
430. Peperomia folsomii Callejas
431. Peperomia fosbergii Yunck.
432. Peperomia fournieri C.DC.
433. Peperomia foveolata Steyerm.
434. Peperomia fragilis Yunck.
435. Peperomia fragilissima Trel.
436. Peperomia fragrans C.DC.
437. Peperomia fragrantissima Trel. & Yunck.
438. Peperomia franciscoi Callejas
439. Peperomia fraseri C.DC.
440. Peperomia fruticetorum C.DC.
441. Peperomia fuertesii C.DC.
442. Peperomia fugax C.DC.
443. Peperomia fulvescens Yunck.
444. Peperomia fundacionensis Steyerm.
445. Peperomia furcata Opiz
446. Peperomia fuscipunctata Yunck.
447. Peperomia fuscispica C.DC.
448. Peperomia futunaensis H.St.John
449. Peperomia gabinetensis Trel. & Yunck.
450. Peperomia galapagensis Hook.f. ex Miq.
451. Peperomia galioides Kunth
452. Peperomia garcia-barrigana Trel. & Yunck.
453. Peperomia gardneriana Miq.
454. Peperomia gaultheriifolia Sodiro
455. Peperomia gayi C.DC.
456. Peperomia gedehana C.DC.
457. Peperomia gehrigeri Trel. & Yunck.
458. Peperomia gemella Miq.
459. Peperomia geminispica Trel. & Yunck.
460. Peperomia gentryi Steyerm.
461. Peperomia gerardoi Callejas
462. Peperomia gibba C.DC.
463. Peperomia gigantea G.Mathieu
464. Peperomia giralana Cuatrec.
465. Peperomia glabella (Sw.) A.Dietr.
466. Peperomia glabrilimba C.DC.
467. Peperomia glabrirhachis Trel.
468. Peperomia glandulosa C.DC.
469. Peperomia glareosa Trel.
470. Peperomia glassmanii Yunck.
471. Peperomia glauca (Pino) Pino
472. Peperomia glaziovii C.DC.
473. Peperomia gleicheniiformis Trel.
474. Peperomia globosibacca C.DC.
475. Peperomia globulanthera C.DC.
476. Peperomia gorgonillana Trel. & Yunck.
477. Peperomia goudotii Miq.
478. Peperomia gracieana Görts
479. Peperomia gracilicaulis Yunck.
480. Peperomia gracilis Dahlst.
481. Peperomia gracilispica G.Mathieu
482. Peperomia gracillima S.Watson
483. Peperomia grantii Yunck.
484. Peperomia granulata Trel. & Yunck.
485. Peperomia granulatifolia Trel.
486. Peperomia granulatilimba Trel.
487. Peperomia granulosa Trel.
488. Peperomia graveolens Rauh & Barthlott
489. Peperomia grayumii Callejas
490. Peperomia griggsii C.DC.
491. Peperomia grisarii C.DC.
492. Peperomia grisebachii C.DC.
493. Peperomia griseoargentea Yunck.
494. Peperomia gruendleri C.DC.
495. Peperomia guadaloupensis C.DC.
496. Peperomia guadalupana Trel. & Yunck.
497. Peperomia guaiquinimana Trel. & Yunck.
498. Peperomia guanensis Trel.
499. Peperomia guapilesiana Trel.
500. Peperomia guarujana C.DC.
501. Peperomia guatemalensis C.DC.
502. Peperomia guayrapurana Trel.
503. Peperomia gucayana Trel.
504. Peperomia gutierrezana Yunck.
505. Peperomia guttulata Sodiro
506. Peperomia gymnophylla C.DC.
507. Peperomia hadrostachya Yunck.
508. Peperomia haematolepis Trel.
509. Peperomia haenkeana Opiz
510. Peperomia hallieri C.DC.
511. Peperomia hamiltonianifolia Trel.
512. Peperomia hammelii Grayum
513. Peperomia harlingii Yunck.
514. Peperomia harmandii C.DC.
515. Peperomia harrisii C.DC.
516. Peperomia hartmannii C.DC.
517. Peperomia hartwegiana Miq.
518. Peperomia haughtii Trel. & Yunck.
519. Peperomia hebetata Trel. & Yunck.
520. Peperomia hedyotidea Ridl.
521. Peperomia hemmendorffii Yunck.
522. Peperomia hendersonensis Yunck.
523. Peperomia heptaphylla Suwanph. & Hodk.
524. Peperomia hernandiifolia (Vahl) A.Dietr.
525. Peperomia herrerae Trel.
526. Peperomia herzogii C.DC.
527. Peperomia hesperomannii Wawra
528. Peperomia heterodoxa Standl. & Steyerm.
529. Peperomia heterophylla Miq.
530. Peperomia heterostachya A.Dietr.
531. Peperomia heyneana Miq.
532. Peperomia hilariana Miq.
533. Peperomia hildebrandtii Vatke ex C.DC.
534. Peperomia hintonii Yunck.
535. Peperomia hirta C.DC.
536. Peperomia hirtella Miq.
537. Peperomia hirtellicaulis Yunck.
538. Peperomia hirticaulis C.DC.
539. Peperomia hirtipeduncula C.DC.
540. Peperomia hirtipetiola C.DC.
541. Peperomia hispidosa Dahlst.
542. Peperomia hispidula (Sw.) A.Dietr.
543. Peperomia hispiduliformis Trel.
544. Peperomia hobbitoides T.Wendt
545. Peperomia hodgei Yunck.
546. Peperomia hoelscheri H.J.P.Winkl.
547. Peperomia hoffmannii C.DC.
548. Peperomia hombronii C.DC.
549. Peperomia honigii Steyerm.
550. Peperomia huacapistanana Trel.
551. Peperomia huallagana Trel.
552. Peperomia huantana Trel.
553. Peperomia huanucoana Trel.
554. Peperomia huatuscoana C.DC.
555. Peperomia huberi C.DC.
556. Peperomia humbertii G.Mathieu
557. Peperomia humifusa Yunck.
558. Peperomia humilis A.Dietr.
559. Peperomia hunteriana P.I.Forst.
560. Peperomia hutchisonii Yunck.
561. Peperomia hydnostachya (Trel.) Callejas
562. Peperomia hydrocotyloides Miq.
563. Peperomia hygrophiloides C.DC.
564. Peperomia hylophila C.DC.
565. Peperomia hypoleuca Miq.
566. Peperomia hyporhoda Trel.
567. Peperomia ibiramana Yunck.
568. Peperomia ilaloensis Sodiro
569. Peperomia imerinae C.DC.
570. Peperomia immolata Trel. & Yunck.
571. Peperomia inaequalifolia Ruiz & Pav.
572. Peperomia inaequalilimba C.DC.
573. Peperomia inaequilatera Trel.
574. Peperomia incana (Haw.) Hook.
575. Peperomia incisa Trel.
576. Peperomia incognita Callejas
577. Peperomia inconspicua C.DC.
578. Peperomia increscens Miq.
579. Peperomia induratifolia Trel.
580. Peperomia infralutea Trel. & Yunck.
581. Peperomia infravillosa Trel.
582. Peperomia inquilina Hemsl.
583. Peperomia insueta Trel.
584. Peperomia involucrata Sodiro
585. Peperomia irrasa G.Mathieu
586. Peperomia itatiaiana Yunck.
587. Peperomia itayana Trel.
588. Peperomia jalcaensis Pino
589. Peperomia jamaicana Yunck.
590. Peperomia jamesoniana C.DC.
591. Peperomia japonica Makino
592. Peperomia josei Yunck.
593. Peperomia junghuhniana Miq.
594. Peperomia juniniana Trel.
595. Peperomia juruana C.DC.
596. Peperomia kalimatina C.DC.
597. Peperomia kamerunana C.DC.
598. Peperomia kerinciensis I.M.Turner
599. Peperomia kimnachii Rauh
600. Peperomia kipahuluensis H.H.St.John & Lamoureux
601. Peperomia kjellii G.Mathieu
602. Peperomia klopfensteinii Pino & Cieza
603. Peperomia klotzschiana Miq.
604. Peperomia klugiana Trel. & Yunck.
605. Peperomia kokeana Yunck.
606. Peperomia kotana C.DC.
607. Peperomia kraemeri C.DC.
608. Peperomia kravangensis Miq.
609. Peperomia kuhliana Miq.
610. Peperomia kuntzei C.DC.
611. Peperomia kusaiensis Hosok.
612. Peperomia laeteviridis Engl.
613. Peperomia laevifolia (Blume) Miq.
614. Peperomia laevilimba Yunck.
615. Peperomia lagunaensis C.DC.
616. Peperomia lanaoensis C.DC.
617. Peperomia lanceolata C.DC.
618. Peperomia lanceolatopeltata C.DC.
619. Peperomia lancifolia Hook.
620. Peperomia lanosa Trel.
621. Peperomia lanuginosa Pino
622. Peperomia lasierrana Trel. & Yunck.
623. Peperomia lasiophylla C.DC.
624. Peperomia lasiorhachis C.DC.
625. Peperomia lasiostigma C.DC.
626. Peperomia latibracteata Quisumb.
627. Peperomia latifolia Miq.
628. Peperomia latilimba Yunck.
629. Peperomia latimerana C.DC.
630. Peperomia lauterbachii K.Schum.
631. Peperomia lawrancei Trel. & Yunck.
632. Peperomia laxiflora Kunth
633. Peperomia ledermannii C.DC.
634. Peperomia lehmannii C.DC.
635. Peperomia leptophylla Miq.
636. Peperomia leptostachya Hook. & Arn.
637. Peperomia leptostachyoides C.DC.
638. Peperomia leucanthera C.DC.
639. Peperomia leucorrhachis Sodiro ex C.DC.
640. Peperomia leucostachya C.DC.
641. Peperomia lewisii Proctor
642. Peperomia liclicensis Pino & Klopf.
643. Peperomia liebmannii C.DC.
644. Peperomia liesneri Steyerm.
645. Peperomia lifuana C.DC.
646. Peperomia lignescens C.DC.
647. Peperomia ligustrina Hillebr.
648. Peperomia lilliputiana (Pino & Cieza) Pino
649. Peperomia limana Trel. & Standl.
650. Peperomia linaresii Véliz
651. Peperomia lindeniana Miq.
652. Peperomia lineatipila A.Rich.
653. Peperomia litana Trel. & Yunck.
654. Peperomia loefgrenii Yunck.
655. Peperomia lonchophylloides C.DC.
656. Peperomia longepedunculata Opiz
657. Peperomia longipetiolata Trel. & Yunck.
658. Peperomia longipila C.DC.
659. Peperomia longisetosa Callejas
660. Peperomia lorentzii C.DC.
661. Peperomia loucoubeana C.DC.
662. Peperomia loxensis Kunth
663. Peperomia lyallii C.DC.
664. Peperomia lyman-smithii Yunck.
665. Peperomia macbrideana Trel.
666. Peperomia macedoana Yunck.
667. Peperomia macraeana C.DC.
668. Peperomia macrandra C.DC.
669. Peperomia macrorhiza Kunth
670. Peperomia macrorostrum Callejas
671. Peperomia macrostachyos (Vahl) A.Dietr.
672. Peperomia macrothyrsa Miq.
673. Peperomia macrotricha C.DC.
674. Peperomia maculosa (L.) Hook.
675. Peperomia madagascariensis C.DC.
676. Peperomia maestrana Trel.
677. Peperomia magnifoliiflora G.Mathieu
678. Peperomia magnoliifolia (Jacq.) A.Dietr.
679. Peperomia maguirei Yunck.
680. Peperomia maijeri Pino & Samain
681. Peperomia majalis Trel.
682. Peperomia mameiana C.DC.
683. Peperomia manabina C.DC.
684. Peperomia manarae Steyerm.
685. Peperomia mandioccana Miq.
686. Peperomia mantadiana G.Mathieu
687. Peperomia mantaroana Pino
688. Peperomia marahuacensis Steyerm.
689. Peperomia maransara Trel.
690. Peperomia marcapatana Trel.
691. Peperomia marchionensis F.Br.
692. Peperomia marcoana C.DC.
693. Peperomia margaritifera Bertero ex Hook.
694. Peperomia mariannensis C.DC.
695. Peperomia marivelesana C.DC.
696. Peperomia marmorata Hook.f.
697. Peperomia marshalliana Trel.
698. Peperomia martiana Miq.
699. Peperomia masuthoniana Suwanph. & Chantar.
700. Peperomia mathewsiana Miq.
701. Peperomia mathieui Pino & Samain
702. Peperomia matlalucaensis C.DC.
703. Peperomia mauiensis Wawra
704. Peperomia maxonii C.DC.
705. Peperomia maxwellana C.DC.
706. Peperomia maypurensis Kunth
707. Peperomia meeboldii C.DC.
708. Peperomia megalepis Trel.
709. Peperomia megalopoda Trel.
710. Peperomia megapotamica Dahlst.
711. Peperomia melanokirrocarpa Gilli
712. Peperomia melanosticta Sodiro
713. Peperomia melinii Yunck.
714. Peperomia membranacea Hook. & Arn.
715. Peperomia mercedana C.DC.
716. Peperomia meridana Yunck.
717. Peperomia merrillii C.DC.
718. Peperomia mesitasana Trel. & Yunck.
719. Peperomia metallica L.Linden & Rodigas
720. Peperomia metcalfii Trel. & Yunck.
721. Peperomia mexicana (Miq.) Miq.
722. Peperomia microlepis Trel.
723. Peperomia micromamillata Trel.
724. Peperomia micromerioides Sodiro
725. Peperomia microphylla Kunth
726. Peperomia microphyllophora Trel. & Yunck.
727. Peperomia microstachya C.DC.
728. Peperomia millei Sodiro
729. Peperomia mindoroensis C.DC.
730. Peperomia minensis Henschen
731. Peperomia minuta A.W.Hill
732. Peperomia miqueliana C.DC.
733. Peperomia mishuyacana Trel.
734. Peperomia mitchelioides Sodiro
735. Peperomia mitoensis Pino & Samain
736. Peperomia mixtifolia Trel. ex Callejas
737. Peperomia mocoana Yunck.
738. Peperomia mocquerysii C.DC.
739. Peperomia modicilimba C.DC.
740. Peperomia molleri C.DC.
741. Peperomia mollicaulis C.DC.
742. Peperomia mollis Kunth
743. Peperomia mollisoides Yunck.
744. Peperomia monostachya Ruiz & Pav.
745. Peperomia montana C.DC.
746. Peperomia montecristana Trel.
747. Peperomia monticola Miq.
748. Peperomia moralesii Véliz
749. Peperomia moreliana Yunck.
750. Peperomia morungavana Yunck.
751. Peperomia mosenii Dahlst.
752. Peperomia moulmeiniana C.DC.
753. Peperomia moyobambana (C.DC.) C.DC.
754. Peperomia multifolia Yunck.
755. Peperomia multiformis Trel.
756. Peperomia multispica C.DC.
757. Peperomia multisurcula Suwanph. & Hodk.
758. Peperomia muscicola Ridl.
759. Peperomia muscigaudens C.DC.
760. Peperomia muscipara Trel. & Yunck.
761. Peperomia muscophila C.DC.
762. Peperomia mutilata Trel.
763. Peperomia myrtifolia (Vahl) A.Dietr.
764. Peperomia naevifolia Trel.
765. Peperomia naitasiriensis Yunck.
766. Peperomia nakaharae Hayata
767. Peperomia namosiana Yunck.
768. Peperomia nandalana Yunck.
769. Peperomia nandarivatensis Yunck.
770. Peperomia naranjoana C.DC.
771. Peperomia naviculifolia Trel.
772. Peperomia neblinana Yunck.
773. Peperomia negrosensis C.DC.
774. Peperomia nequejahuirana Trel.
775. Peperomia nervosovenosa (Blume) Miq.
776. Peperomia nicolliae G.Mathieu
777. Peperomia nigricans Trel.
778. Peperomia nigro-oculata Trel.
779. Peperomia nigroungulata Trel. & Yunck.
780. Peperomia nitida Dahlst.
781. Peperomia nivalis Miq.
782. Peperomia nizaitoensis C.DC.
783. Peperomia nodosa Yunck.
784. Peperomia non-alata Trel.
785. Peperomia nopalana G.Mathieu
786. Peperomia nossibeana C.DC.
787. Peperomia novemnervia C.DC.
788. Peperomia nudicaulis C.DC.
789. Peperomia nudifolia C.DC.
790. Peperomia nummularioides Griseb.
791. Peperomia oahuensis C.DC.
792. Peperomia obcordata C.Presl
793. Peperomia obcordatifolia Trel.
794. Peperomia obex Trel.
795. Peperomia oblancifolia Yunck.
796. Peperomia obliqua Ruiz & Pav.
797. Peperomia obovalifolia Callejas
798. Peperomia obovalis Trel. & Yunck.
799. Peperomia obovatilimba C.DC.
800. Peperomia obruenda Trel.
801. Peperomia obscurifolia C.DC.
802. Peperomia obtusifolia (L.) A.Dietr.
803. Peperomia occulta G.Mathieu
804. Peperomia ocoana Ekman ex Trel.
805. Peperomia ocrosensis G.Mathieu & Pino
806. Peperomia ocumarana Trel. & Yunck.
807. Peperomia oerstedii C.DC.
808. Peperomia olafiana Trel.
809. Peperomia olivacea C.DC.
810. Peperomia oliveri J.Florence & W.L.Wagner
811. Peperomia ollantaitambona Trel.
812. Peperomia ophistachyera Gilli
813. Peperomia orbiculimba Yunck.
814. Peperomia oreophila Henschen
815. Peperomia oscarii Trel. & Yunck.
816. Peperomia ottoniana Kunth ex Miq.
817. Peperomia ouabianae C.DC.
818. Peperomia ovatolanceolata Trel. & Yunck.
819. Peperomia ovatopeltata C.DC.
820. Peperomia oxycarpa C.DC.
821. Peperomia oxyphylla C.DC.
822. Peperomia pachiteana Trel.
823. Peperomia pachydermis C.DC.
824. Peperomia pachystachya C.DC.
825. Peperomia painteri Trel.
826. Peperomia pakipski C.DC.
827. Peperomia palcana C.DC.
828. Peperomia pallens Kunth
829. Peperomia pallescens Miq.
830. Peperomia pallida (G.Forst.) A.Dietr.
831. Peperomia pallidibacca C.DC.
832. Peperomia pallidinervis C.DC.
833. Peperomia palmana C.DC.
834. Peperomia palmiformis Pino & Samain
835. Peperomia palmirensis C.DC.
836. Peperomia pampalcana Trel.
837. Peperomia pandiana C.DC.
838. Peperomia pangerangoana C.DC.
839. Peperomia papillispica C.DC.
840. Peperomia papillosa Dahlst.
841. Peperomia paradoxa Diels
842. Peperomia paramuna Callejas
843. Peperomia parasitica C.DC.
844. Peperomia parastriata G.Mathieu
845. Peperomia parcicilia C.DC.
846. Peperomia parcifolia C.DC.
847. Peperomia parcipeltata G.Mathieu
848. Peperomia parhamii Yunck.
849. Peperomia pariensis Steyerm.
850. Peperomia parnassiifolia Miq.
851. Peperomia parva Trel.
852. Peperomia parvibacca C.DC.
853. Peperomia parvibractea C.DC.
854. Peperomia parvicaulis C.DC.
855. Peperomia parvifolia C.DC.
856. Peperomia parvilimba C.DC.
857. Peperomia parvipunctulata Trel.
858. Peperomia parvisagittata G.Mathieu & Pino
859. Peperomia parvulifolia Trel.
860. Peperomia pasionana Trel. ex G.Mathieu
861. Peperomia patula C.DC.
862. Peperomia pavoniana C.DC.
863. Peperomia pearcei Trel.
864. Peperomia peckelii C.DC.
865. Peperomia pecuniifolia Trel. & Standl.
866. Peperomia pedicellata Dahlst.
867. Peperomia pedunculata C.DC.
868. Peperomia pellucida (L.) Kunth
869. Peperomia pellucidoides Yunck.
870. Peperomia pellucidopunctulata C.DC.
871. Peperomia peltaphylla Trel. & Yunck.
872. Peperomia peltifolia C.DC.
873. Peperomia peltigera C.DC.
874. Peperomia peltilimba C.DC. ex Trel.
875. Peperomia peltoidea Kunth
876. Peperomia pendulicaulis C.DC.
877. Peperomia penduliramea Yunck.
878. Peperomia penicillata C.DC.
879. Peperomia pentadactyla Yunck.
880. Peperomia peploides Kunth
881. Peperomia percalvescens Trel.
882. Peperomia perciliata Yunck.
883. Peperomia pereirae Yunck.
884. Peperomia pereneana Trel.
885. Peperomia pereskiifolia (Jacq.) Kunth
886. Peperomia perforata Opiz
887. Peperomia perglandulosa Yunck.
888. Peperomia perherbacea Trel.
889. Peperomia perlongicaulis Yunck.
890. Peperomia perlongipedunculata Trel. & Yunck.
891. Peperomia perlongipes C.DC.
892. Peperomia perlongispica Yunck.
893. Peperomia pernambucensis Miq.
894. Peperomia perodiniana Trel.
895. Peperomia persuculenta Yunck.
896. Peperomia persulcata Yunck.
897. Peperomia pertomentella Trel.
898. Peperomia peruviana Dahlst.
899. Peperomia petiolaris C.DC.
900. Peperomia petiolata Hook.f.
901. Peperomia petraea C.DC.
902. Peperomia petrophila C.DC.
903. Peperomia philipsonii Yunck.
904. Peperomia phyllanthopsis Trel. & Yunck.
905. Peperomia physostachya G.Mathieu
906. Peperomia pichinchae C.DC.
907. Peperomia pichisensis Trel.
908. Peperomia pilicaulis C.DC.
909. Peperomia pilifera Trel.
910. Peperomia pilipetiolata Callejas
911. Peperomia pillahuatana Trel.
912. Peperomia pilosa Ruiz & Pav.
913. Peperomia pilostigma Yunck.
914. Peperomia pinedoana Trel.
915. Peperomia pinoi G.Mathieu
916. Peperomia piresii Yunck.
917. Peperomia pitcairnensis C.DC.
918. Peperomia pitiguayana Trel.
919. Peperomia pittieri C.DC.
920. Peperomia playapampana Trel.
921. Peperomia pleiomorpha Trel.
922. Peperomia plicata Opiz
923. Peperomia plicatifolia Trel.
924. Peperomia plurispica Trel.
925. Peperomia pluvisilvatica G.Mathieu
926. Peperomia poasana C.DC.
927. Peperomia poeppigii Miq.
928. Peperomia polybotrya Kunth
929. Peperomia polycephala Trel.
930. Peperomia polymorpha Trel.
931. Peperomia polystachya (Aiton) Hook.
932. Peperomia polystachyoides Dahlst.
933. Peperomia polzii Rauh ex Bogner
934. Peperomia ponapensis C.DC.
935. Peperomia pongoana Trel.
936. Peperomia pontina Trel.
937. Peperomia popayanensis Trel. & Yunck.
938. Peperomia porphyridea Diels
939. Peperomia porriginifera Trel. & Yunck.
940. Peperomia portobellensis Beurl.
941. Peperomia portoricensis Urb.
942. Peperomia portuguesensis Steyerm.
943. Peperomia portulacoides (Lam.) A.Dietr.
944. Peperomia potamophila Callejas
945. Peperomia ppucu-ppucu Trel.
946. Peperomia praematura Trel. & Yunck.
947. Peperomia praeruptorum Trel.
948. Peperomia pringlei C.DC.
949. Peperomia proctorii Yunck.
950. Peperomia procumbens C.DC.
951. Peperomia productamenta Trel.
952. Peperomia profissa Trel.
953. Peperomia prolifera Yunck.
954. Peperomia propugnaculi Trel.
955. Peperomia prostrata B.S.Williams ex Mast. & T.Moore
956. Peperomia pseudoalpina Trel.
957. Peperomia pseudoalternifolia Trel. & Yunck.
958. Peperomia pseudoasarifolia Callejas & G.Mathieu
959. Peperomia pseudobcordata Yunck.
960. Peperomia pseudocasaretti C.DC.
961. Peperomia pseudocobana Yunck.
962. Peperomia pseudoelata Callejas
963. Peperomia pseudoestrellensis C.DC.
964. Peperomia pseudofurcata C.DC.
965. Peperomia pseudoglabella Steyerm.
966. Peperomia pseudohirta Callejas
967. Peperomia pseudohodgei Callejas
968. Peperomia pseudomaculosa Callejas
969. Peperomia pseudopereskiifolia C.DC.
970. Peperomia pseudoperuviana (Pino) Pino
971. Peperomia pseudophyllantha Samain
972. Peperomia pseudorhombea C.DC.
973. Peperomia pseudorhynchophoros C.DC.
974. Peperomia pseudorufescens C.DC.
975. Peperomia pseudosalicifolia Trel.
976. Peperomia pseudoserratirhachis D.Monteiro
977. Peperomia pseudoumbilicata Yunck.
978. Peperomia pseudovariegata C.DC.
979. Peperomia pseudoverruculosa G.Mathieu
980. Peperomia psilophylla C.DC.
981. Peperomia psilostachya C.DC.
982. Peperomia pteroneura C.DC.
983. Peperomia puberulescens Callejas
984. Peperomia puberulibacca C.DC.
985. Peperomia puberulicaulis Trel. & Yunck.
986. Peperomia puberuliformis Trel.
987. Peperomia puberulilimba C.DC.
988. Peperomia puberulipes Trel.
989. Peperomia puberulirhachis C.DC.
990. Peperomia puberulispica C.DC.
991. Peperomia pubescens Ruiz & Pav.
992. Peperomia pubescentinervis Trel.
993. Peperomia pubicaulis C.DC.
994. Peperomia pubilimba C.DC.
995. Peperomia pubinervosa Trel.
996. Peperomia pubipeduncula Yunck.
997. Peperomia pubipetiola C.DC.
998. Peperomia pubiramea Trel.
999. Peperomia pubirhachis Yunck.
1000. Peperomia puerto-ospinana Trel. & Yunck.
1001. Peperomia pugnicaudex Pino
1002. Peperomia pulchella (Aiton) A.Dietr.
1003. Peperomia pullispica Trel.
1004. Peperomia pululaguana C.DC.
1005. Peperomia pumila Opiz
1006. Peperomia punctatilamina Trel. & Yunck.
1007. Peperomia punctulatissima Trel.
1008. Peperomia punicea Dahlst.
1009. Peperomia purpurea Ruiz & Pav.
1010. Peperomia purpureonervosa G.Mathieu
1011. Peperomia purpurinervis C.DC.
1012. Peperomia purpurinodis Yunck.
1013. Peperomia purpurispicata Callejas
1014. Peperomia pusilla Callejas
1015. Peperomia putlaensis G.Mathieu
1016. Peperomia putumayoensis Trel. & Yunck.
1017. Peperomia pyramidata Sodiro
1018. Peperomia pyrifolia Bonpl.
1019. Peperomia quadrangularis (J.V.Thomps.) A.Dietr.
1020. Peperomia quadratifolia Trel.
1021. Peperomia quadricoma Trel.
1022. Peperomia quadrifolia (L.) Kunth
1023. Peperomia quaerata Trel.
1024. Peperomia quaesita Trel.
1025. Peperomia quaifei C.DC.
1026. Peperomia querocochana G.Mathieu & Pino
1027. Peperomia questionis G.Mathieu
1028. Peperomia quimiriana Trel.
1029. Peperomia quispicanchiana Trel.
1030. Peperomia racemifolia Trel.
1031. Peperomia radiatinervosa G.Mathieu
1032. Peperomia radicosa Yunck.
1033. Peperomia ramboi Yunck.
1034. Peperomia rapensis F.Br.
1035. Peperomia ratticaudata G.Mathieu
1036. Peperomia rauniensis O.Schwartz
1037. Peperomia rechingerae C.DC.
1038. Peperomia recurvata (Blume) Miq.
1039. Peperomia reflexa Kunth
1040. Peperomia regelii C.DC.
1041. Peperomia reineckei C.DC.
1042. Peperomia remyi C.DC.
1043. Peperomia renifolia Dahlst.
1044. Peperomia reptans C.DC.
1045. Peperomia reptilis C.DC.
1046. Peperomia reticulata Balf.f.
1047. Peperomia retivenulosa Yunck.
1048. Peperomia retropuberula Yunck.
1049. Peperomia retusa (L.f.) A.Dietr.
1050. Peperomia rhexiifolia Moritzi ex C.DC.
1051. Peperomia rhodophylla Trel.
1052. Peperomia rhombea Ruiz & Pav.
1053. Peperomia rhombeifolia Trel.
1054. Peperomia rhombeoelliptica Trel.
1055. Peperomia rhombifolia Trel.
1056. Peperomia rhombiformis Trel.
1057. Peperomia rhombilimba Trel.
1058. Peperomia rhomboidea Hook. & Arn.
1059. Peperomia ricaurtensis Yunck.
1060. Peperomia richardsonii G.Mathieu
1061. Peperomia ridleyi C.DC.
1062. Peperomia riedeliana Regel
1063. Peperomia rigidicaulis C.DC.
1064. Peperomia rioblancoana Trel. & Yunck.
1065. Peperomia riocaliensis Trel. & Yunck.
1066. Peperomia riparia Yunck.
1067. Peperomia ripicola C.DC.
1068. Peperomia rivulamans Silverst.
1069. Peperomia rivulorum C.DC.
1070. Peperomia rizzinii Yunck.
1071. Peperomia robleana Trel. & Yunck.
1072. Peperomia robusta G.Mathieu
1073. Peperomia robustior (Dahlst.) Urb.
1074. Peperomia rockii C.DC.
1075. Peperomia rodriguesiana Balf.f.
1076. Peperomia rosea Trel.
1077. Peperomia roseopetiolata Callejas
1078. Peperomia rossii Rendle ex Baker f.
1079. Peperomia rosulatiformis Yunck.
1080. Peperomia rotumaensis H.St.John
1081. Peperomia rotundata Kunth
1082. Peperomia rotundifolia (L.) Kunth
1083. Peperomia rotundilimba C.DC.
1084. Peperomia roxburghiana (Schult.) A.Dietr.
1085. Peperomia rubea Trel.
1086. Peperomia rubens Trel.
1087. Peperomia rubescens C.DC.
1088. Peperomia rubramenta Trel. & Yunck.
1089. Peperomia rubricaulis (Nees) A.Dietr.
1090. Peperomia rubrifolia Trel.
1091. Peperomia rubrimaculata C.DC.
1092. Peperomia rubrinodis Kunth & C.D.Bouché
1093. Peperomia rubripetiola Trel.
1094. Peperomia rubrivenosa C.DC.
1095. Peperomia rubropunctulata C.DC.
1096. Peperomia rufescens C.DC.
1097. Peperomia rufescentifolia Trel.
1098. Peperomia rufispica Yunck.
1099. Peperomia rugata Trel.
1100. Peperomia rugatifolia Trel.
1101. Peperomia rugosa C.C.Berg, E.A.Mennega & Tolsma
1102. Peperomia rupiceda C.DC.
1103. Peperomia rupicola C.DC.
1104. Peperomia rupigaudens C.DC.
1105. Peperomia rurrenabaqueana Trel.
1106. Peperomia rusbyi C.DC.
1107. Peperomia ruscifolia Kunth
1108. Peperomia sabaletasana Yunck.
1109. Peperomia sachatzinzumba Trel. & Yunck.
1110. Peperomia sagittata G.Mathieu
1111. Peperomia saintpauliella Grayum
1112. Peperomia salaminana Trel. & Yunck.
1113. Peperomia salangonis Trel. & Yunck.
1114. Peperomia salicifolia C.DC.
1115. Peperomia saligna Kunth
1116. Peperomia salmonicolor Trel.
1117. Peperomia samainiae Pino
1118. Peperomia samoensis Warb.
1119. Peperomia san-carlosiana C.DC.
1120. Peperomia san-felipensis C.DC.
1121. Peperomia san-joseana C.DC.
1122. Peperomia san-roqueana Trel.
1123. Peperomia sanblasensis Callejas
1124. Peperomia sandemanii Yunck.
1125. Peperomia sandwicensis Miq.
1126. Peperomia sangabanensis Trel.
1127. Peperomia sanquininiana Trel. & Yunck.
1128. Peperomia sansalvadorana C.DC.
1129. Peperomia santa-elisae C.DC.
1130. Peperomia santa-helenae Trel.
1131. Peperomia santanderiana Trel. & Yunck.
1132. Peperomia santiagoana Trel.
1133. Peperomia sarasinii C.DC.
1134. Peperomia saxicola C.DC.
1135. Peperomia scabiosa Trel.
1136. Peperomia schenckiana Dahlst.
1137. Peperomia schizandra Trel.
1138. Peperomia schlechteri Lauterb.
1139. Peperomia schmidtii C.DC.
1140. Peperomia schneepeana D.Parodi
1141. Peperomia schultzei Trel. & Yunck.
1142. Peperomia schunkeana Trel.
1143. Peperomia schwackei C.DC.
1144. Peperomia sclerophylla Trel.
1145. Peperomia scopulorum Trel.
1146. Peperomia scutaleifolia Trel.
1147. Peperomia scutellariifolia Sodiro
1148. Peperomia scutellifolia Ruiz & Pav.
1149. Peperomia scutifolia C.DC.
1150. Peperomia scutilimba Yunck.
1151. Peperomia secunda Ruiz & Pav.
1152. Peperomia seemanniana Miq.
1153. Peperomia segregata T.S.Dantas, Carv.-Silva & P.E.A.S.Câmara
1154. Peperomia seibertii Trel.
1155. Peperomia selenophylla Pino & Cieza
1156. Peperomia seleri C.DC.
1157. Peperomia semimetralis C.DC.
1158. Peperomia semipuberula Trel. & Yunck.
1159. Peperomia seposita Trel.
1160. Peperomia septemnervis Ruiz & Pav.
1161. Peperomia septentrionalis S.Br.
1162. Peperomia serpens (Sw.) G.Don
1163. Peperomia serratirhachis Yunck.
1164. Peperomia sierpeana Callejas
1165. Peperomia silvarum C.DC.
1166. Peperomia silvicola C.DC.
1167. Peperomia silvivaga C.DC.
1168. Peperomia similis Britton
1169. Peperomia simplex Desv.
1170. Peperomia simulans C.DC.
1171. Peperomia simuliformis Callejas
1172. Peperomia sincorana C.DC.
1173. Peperomia sirindhorniana Suwanph. & Chantar.
1174. Peperomia sirupayana C.DC.
1175. Peperomia skottsbergii C.DC.
1176. Peperomia smithiana C.DC.
1177. Peperomia smithii Trel.
1178. Peperomia sneidernii Yunck.
1179. Peperomia societatis J.W.Moore
1180. Peperomia socorronis Trel.
1181. Peperomia sodiroi C.DC.
1182. Peperomia soratana C.DC.
1183. Peperomia soukupii Trel.
1184. Peperomia spathophylla Dahlst.
1185. Peperomia spathulata Ham.
1186. Peperomia spathulifolia Small
1187. Peperomia sphaerostachya G.Mathieu
1188. Peperomia spiculata Trel.
1189. Peperomia spiritus-sancti E.F.Guim. & Carv.-Silva
1190. Peperomia spruceana Benth. ex C.DC.
1191. Peperomia sprucei C.DC.
1192. Peperomia steinbachii Yunck.
1193. Peperomia stelechophila C.DC.
1194. Peperomia stellata (Sw.) A.Dietr.
1195. Peperomia stenocarpa Regel
1196. Peperomia stenostachya C.DC.
1197. Peperomia stevensii Trel.
1198. Peperomia steyermarkii Yunck.
1199. Peperomia stilifera Yunck.
1200. Peperomia stipitifolia Trel.
1201. Peperomia stolonifera Kunth
1202. Peperomia strawii Hutchison ex Pino & Klopf.
1203. Peperomia striata Ruiz & Pav.
1204. Peperomia stroemfeltii Dahlst.
1205. Peperomia stuebelii C.DC.
1206. Peperomia suaveolens Ham.
1207. Peperomia subalata C.DC.
1208. Peperomia subandina Trel.
1209. Peperomia subblanda C.DC.
1210. Peperomia subcalvescens Trel.
1211. Peperomia subelongata C.DC.
1212. Peperomia subemarginata Yunck.
1213. Peperomia subflaccida Yunck.
1214. Peperomia sublaxiflora C.DC.
1215. Peperomia subpallescens C.DC.
1216. Peperomia subpetiolata Yunck.
1217. Peperomia subpilosa Yunck.
1218. Peperomia subretusa Yunck.
1219. Peperomia subroseispica C.DC.
1220. Peperomia subrotunda (Haw.) A.Dietr.
1221. Peperomia subrotundifolia C.DC.
1222. Peperomia subrubescens Yunck.
1223. Peperomia subrubricaulis C.DC.
1224. Peperomia subrubrispica C.DC.
1225. Peperomia subsericata Trel.
1226. Peperomia subsetifolia Yunck.
1227. Peperomia subspathulata Yunck.
1228. Peperomia subternifolia Yunck.
1229. Peperomia subvillicaulis Trel.
1230. Peperomia succulenta C.DC.
1231. Peperomia suchitanensis Trel. & Standl.
1232. Peperomia sucumbiosensis Yunck.
1233. Peperomia sulbahiensis D.Monteiro & M.Coelho
1234. Peperomia sulcata C.DC.
1235. Peperomia sumidoriana C.DC.
1236. Peperomia suratana Trel. & Yunck.
1237. Peperomia suspensa C.DC.
1238. Peperomia swartziana Miq.
1239. Peperomia sylvatica C.DC.
1240. Peperomia sylvestris C.DC.
1241. Peperomia sympodialis Trel. & Yunck.
1242. Peperomia syringifolia C.DC.
1243. Peperomia tablahuasiana C.DC.
1244. Peperomia talinifolia Kunth
1245. Peperomia tamayoi Trel. & Yunck.
1246. Peperomia tambitoensis Trel. & Yunck.
1247. Peperomia tamboana Yunck.
1248. Peperomia tanalensis Baker
1249. Peperomia tancitaroana Trel. ex Viccon & G.Mathieu
1250. Peperomia tarapotana C.DC.
1251. Peperomia tatei Yunck.
1252. Peperomia tejana Trel. & Yunck.
1253. Peperomia tenae Trel. & Yunck.
1254. Peperomia tenella (Sw.) A.Dietr.
1255. Peperomia tenelliformis Trel.
1256. Peperomia tenerrima Schltdl. & Cham.
1257. Peperomia tenuicaulis C.DC.
1258. Peperomia tenuiflora Opiz
1259. Peperomia tenuifolia C.DC.
1260. Peperomia tenuilimba C.DC.
1261. Peperomia tenuimarginata Trel. & Yunck.
1262. Peperomia tenuipeduncula C.DC.
1263. Peperomia tenuipes Trel.
1264. Peperomia tenuipila C.DC.
1265. Peperomia tenuiramea C.DC.
1266. Peperomia tenuissima C.DC.
1267. Peperomia tepoztecoana G.Mathieu
1268. Peperomia tequendamana Trel.
1269. Peperomia terebinthina G.Mathieu
1270. Peperomia teresitensis Trel.
1271. Peperomia ternata C.DC.
1272. Peperomia terraegaudens Trel. & Yunck.
1273. Peperomia tetragona Ruiz & Pav.
1274. Peperomia tetraphylla (G.Forst.) Hook. & Arn.
1275. Peperomia tetraquetra Sodiro
1276. Peperomia teysmannii C.DC.
1277. Peperomia theodori Trel.
1278. Peperomia thienii Yunck.
1279. Peperomia thollonii C.DC.
1280. Peperomia thomeana C.DC.
1281. Peperomia thorelii C.DC.
1282. Peperomia ticunhuayana Trel.
1283. Peperomia tillettii Steyerm.
1284. Peperomia timbuchiana Trel.
1285. Peperomia tjibodasana C.DC.
1286. Peperomia tlapacoyoensis C.DC.
1287. Peperomia toledoana Callejas
1288. Peperomia tolimensis Trel. & Yunck.
1289. Peperomia tomentella Trel. & Yunck.
1290. Peperomia tomentosa A.Dietr.
1291. Peperomia tominana C.DC.
1292. Peperomia tonduzii C.DC.
1293. Peperomia tooviiana J.Florence
1294. Peperomia topoensis Yunck.
1295. Peperomia toroi Trel. & Yunck.
1296. Peperomia tovariana C.DC.
1297. Peperomia tradescantiifolia O.Schwartz
1298. Peperomia transparens Miq.
1299. Peperomia trianae C.DC.
1300. Peperomia trichobracteata G.Mathieu & T.Krömer
1301. Peperomia trichocarpa Miq.
1302. Peperomia trichomanoides Grayum
1303. Peperomia trichophylla Baker
1304. Peperomia trichopus Trel.
1305. Peperomia tricolor Trel.
1306. Peperomia trifolia (L.) A.Dietr.
1307. Peperomia trinervis Ruiz & Pav.
1308. Peperomia trinervula C.DC.
1309. Peperomia trineura Miq.
1310. Peperomia trineuroides Dahlst.
1311. Peperomia triplinervis Sodiro
1312. Peperomia tristachya Kunth
1313. Peperomia trollii Hutchison & Rauh
1314. Peperomia tropaeoloides Sodiro
1315. Peperomia trujilloi Steyerm.
1316. Peperomia truncicola C.DC.
1317. Peperomia truncigaudens C.DC.
1318. Peperomia trunciseda C.DC.
1319. Peperomia truncivaga C.DC.
1320. Peperomia tsakiana C.DC.
1321. Peperomia tuberculata Yunck.
1322. Peperomia tubericordata G.Mathieu
1323. Peperomia tuberosa Opiz
1324. Peperomia tuerckheimii C.DC.
1325. Peperomia tuisana C.DC.
1326. Peperomia tumida Sodiro
1327. Peperomia tungurahuae Sodiro
1328. Peperomia turbinata Dahlst.
1329. Peperomia turboensis Yunck.
1330. Peperomia turialvensis C.DC.
1331. Peperomia tutensis Callejas
1332. Peperomia tutuilana Yunck.
1333. Peperomia tutunendoana Trel. & Yunck.
1334. Peperomia uaupesensis Yunck.
1335. Peperomia ubate-susanensis Yunck.
1336. Peperomia udimontana Trel. & Yunck.
1337. Peperomia udisilvestris C.DC.
1338. Peperomia umbilicata Ruiz & Pav.
1339. Peperomia umbrigaudens Yunck.
1340. Peperomia umbrosa G.Mathieu
1341. Peperomia uncatispica Trel.
1342. Peperomia undeninervia C.DC.
1343. Peperomia unduavina C.DC.
1344. Peperomia unifoliata Callejas
1345. Peperomia unispicata Callejas
1346. Peperomia urbani Trel.
1347. Peperomia urocarpa Fisch. & C.A.Mey.
1348. Peperomia ursina Grayum
1349. Peperomia urvilleana A.Rich.
1350. Peperomia valladolidana Yunck.
1351. Peperomia vallensis Trel. & Yunck.
1352. Peperomia valliculae Trel.
1353. Peperomia vana Trel.
1354. Peperomia vareschii Yunck.
1355. Peperomia variculata Trel.
1356. Peperomia variifolia C.DC.
1357. Peperomia variilimba G.Mathieu
1358. Peperomia vazquezii G.Mathieu & Verg.-Rodr.
1359. Peperomia vellarimalica J.Mathew & P.M.Salim
1360. Peperomia velloziana Miq.
1361. Peperomia velutina Linden & André
1362. Peperomia venabulifolia Trel.
1363. Peperomia veneciana Trel. & Yunck.
1364. Peperomia venezueliana C.DC.
1365. Peperomia venosa Yunck.
1366. Peperomia ventenatii Miq.
1367. Peperomia ventricosicarpa Trel.
1368. Peperomia venulosa Yunck.
1369. Peperomia venusta Yunck.
1370. Peperomia veraguana Callejas
1371. Peperomia verediana Trel.
1372. Peperomia verruculosa Dahlst. ex A.W.Hill
1373. Peperomia verschaffeltii Linden
1374. Peperomia versicolor Trel.
1375. Peperomia versteegii C.DC.
1376. Peperomia verticillata (L.) A.Dietr.
1377. Peperomia verticillatispica Trel. & Yunck.
1378. Peperomia vestita C.DC.
1379. Peperomia vidaliana Trel.
1380. Peperomia villarrealii Yunck.
1381. Peperomia villicaulis C.DC.
1382. Peperomia villipetiola C.DC.
1383. Peperomia villosa C.DC.
1384. Peperomia vinasiana C.DC.
1385. Peperomia vincentiana Miq.
1386. Peperomia violacea C.DC.
1387. Peperomia viracochana Trel.
1388. Peperomia vitiana C.DC.
1389. Peperomia vitilevuensis Yunck.
1390. Peperomia vueltasana Trel.
1391. Peperomia vulcanica Baker & C.H.Wright
1392. Peperomia vulcanicola C.DC.
1393. Peperomia warmingii C.DC.
1394. Peperomia weberbaueri C.DC.
1395. Peperomia wernerrauhii Pino & Samain
1396. Peperomia wheeleri Britton
1397. Peperomia wibomii Yunck.
1398. Peperomia williamsii C.DC.
1399. Peperomia wolfgang-krahnii Rauh
1400. Peperomia woytkowskii Yunck.
1401. Peperomia wrayi C.DC.
1402. Peperomia xalana G.Mathieu
1403. Peperomia yabucoana Urb. & C.DC.
1404. Peperomia yanacachiana Yunck.
1405. Peperomia yananoensis Trel.
1406. Peperomia yapasana Trel.
1407. Peperomia yatuensis Steyerm.
1408. Peperomia yeracuiana Trel. & Yunck.
1409. Peperomia yungasana C.DC.
1410. Peperomia yutajensis Steyerm.
1411. Peperomia zarzalana Trel. & Yunck.
1412. Peperomia zipaquirana Trel. & Yunck.
1413. Peperomia zongolicana Jimeno-Sevilla & Verg.-Rodr.